# (5338) Michelblanc
(5338) Michelblanc (1991 RJ5) – planetoida z pasa głównego asteroid okrążająca Słońce w ciągu 4,88 lat w średniej odległości 2,87 j.a. Odkryta 13 września 1991 roku.